# Loomis Deutschland
Die Loomis Deutschland GmbH & Co. KG ist ein Tochterunternehmen der schwedischen Loomis AB. Das Unternehmen hat seinen Sitz in Duisburg und ist das drittgrößte im Bereich Geld- und Werttransport in Deutschland. Sie ist Mitglied bei der Bundesvereinigung Deutscher Geld- und Wertedienste (BDGW).
Loomis Deutschland ist auf dem deutschen Markt schwerpunktmäßig in den Regionen Nordrhein-Westfalen, Hessen, Niedersachsen, Hamburg und Bremen tätig. Sie machte 2023 einen Jahresumsatz von 41 Mio. Umsatz und hat 750 Beschäftigte in den sechs Betriebsstätten Duisburg, Aachen, Paderborn, Köln (Wesseling), sowie Dortmund. Im Jahr 2025 wurde die Niederlassung in Bremen aufgegeben. 

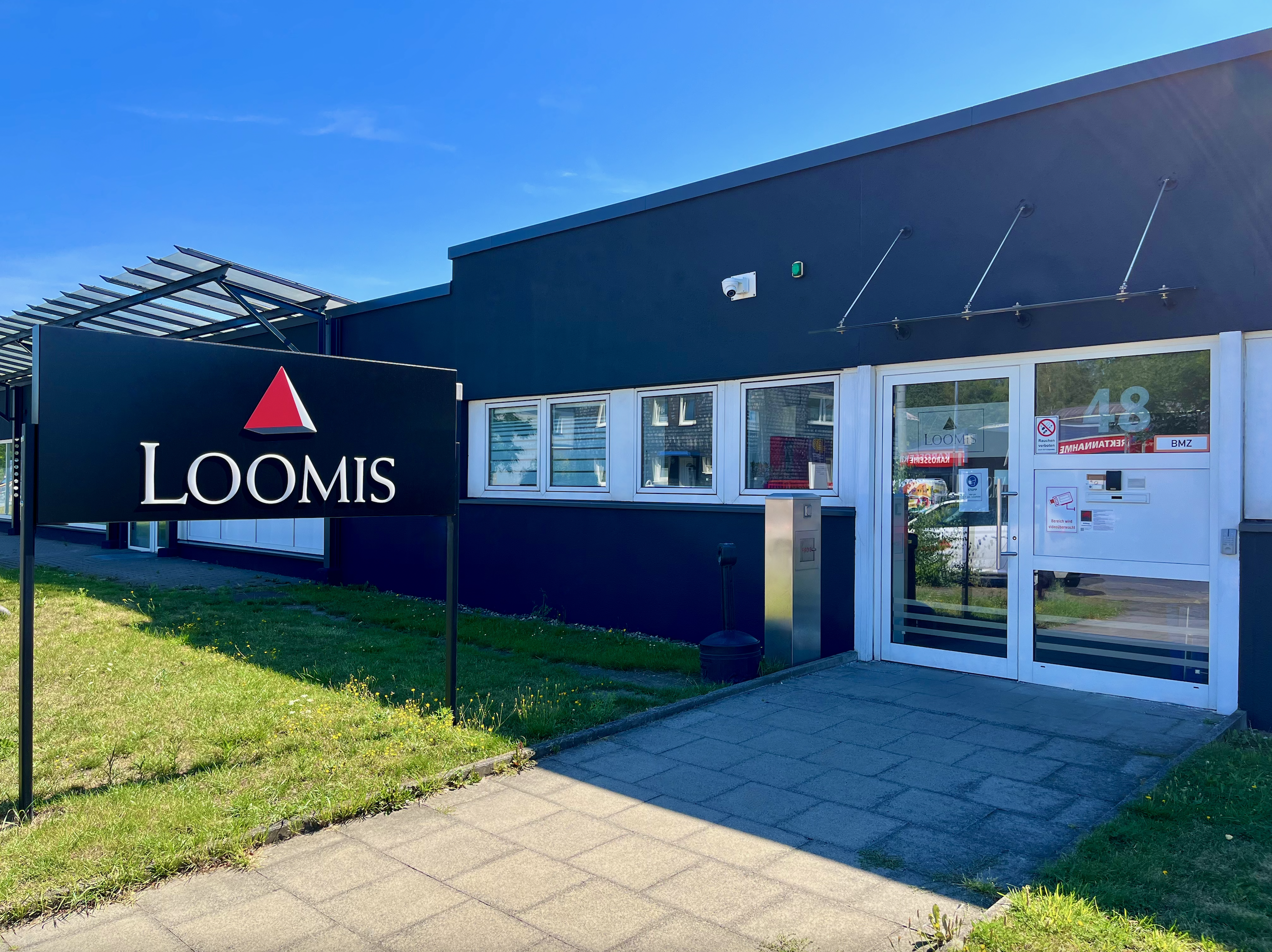
Hauptverwaltung Loomis Deutschland, Duisburg

## Geschichte
Der vor über 45 Jahren gegründete Bereich Geld & Wertedienste der Kötter Unternehmensgruppe wurde 2018 an die Loomis AB veräußert. Aus der ist die Loomis Deutschland GmbH & Co. KG entstanden.
Im Januar 2019 gab die schwedische Loomis AB eine Vereinbarung zur vollständigen Übernahme von Ziemann Sicherheit bekannt. Die vom Bundeskartellamt definierten Auflagen führten Ende 2019 zu einem einfrieren der Pläne.

## Dienstleistungen
Die Kernkompetenzen sind neben den Geld- und Werttransporten die Geldbearbeitung, digitale Tresorlösungen (Safepoints), ATM Services, Cash Management Service, Lagerung von Wertgegenständen, Betreiben von CashCentern und Wechselgeldversorgung (Dortmund, Köln, Bremen).

## Loomis AB
Die Loomis AB hat ihren Hauptsitz in Stockholm (Schweden) und wurde 1997 gegründet. Der weltweite Marktführer ist mit mehr als 26.000 Beschäftigte, und rund 400 Filialen in mehr als 22 Ländern vertreten.